# 바클레이 레코드
바클레이 레코드(Barclay Records)는 프랑스 음반회사로 1954년 에디 바르클레(Eddie Barclay)에 의해 설립되었다.
에디 바르클레는 밴드 리더, 피아노 연주자, 음반 제작자, 나이트클럽의 주인이었다. 밴드의 보컬리스트였던 그의 아내 니콜과 함께 그는 바클레이 레코드를 시작했다. 그 카탈로그에는 스테판 그라펠리, 라이어널 햄프턴, 로다 스콧(Rhoda Scott)의 작품이 포함되어 있었다. 1978년에 이 레이블의 지분 40%가 폴리그램에 판매되었다. 재즈 음반 발매는 1983년에 중단되었다.
바클레이의 카탈로그에는 달리다, 샤를 아즈나부르, 레오 페레, 앙리 살바도르, 자크 브렐, 장 페라, 미레유 마티외, 니노 페레르, 다니엘 리카리(Danielle Licari), 레 쇼세트 누아르(Les Chaussettes noires), 에디 미첼, 위그 오프레, 누아르 데지르, 미카, 모조, 에밀리 시몽, 와일드 매그놀리아스(The Wild Magnolias), 펠라 쿠티, 페미 쿠티, 라시드 타하, 지미 헨드릭스, 파트리크 쥐베 그리고 알랭 바슝 등이 있다.